# Tour de Francia 1960
El 47.º Tour de Francia se disputó entre el 26 de junio y el 17 de julio de 1960 con un recorrido de 4173 km dividido en 21 etapas de las que la primera constó de dos sectores.
Participaron 128 ciclistas repartidos en cuatro equipos de 12 corredores y en nueve equipos de 8 corredores. Lograron finalizar la prueba 81 destacando en esta faceta el equipo nacional italiano que llegó a París con todos sus integrantes.
En la sexta etapa se produjo una escapada de cuatro corredores Gastone Nencini, Roger Rivière, Jan Adriaenssens y Hans Junkermann) que lograron llegar a meta con más de 14 minutos sobre el pelotón y que marcará el desarrollo de esta edición del Tour ya que tres de ellos acabarán entre las cuatro primeras posiciones de la clasificación general. El cuarto corredor integrante de la escapada, Roger Rivière, no finalizaría la prueba ya que en la 14.ª etapa sufriría un espectacular accidente en el descenso del Col de Perjuret que pondría fin a su carrera profesional al fracturarse la columna vertebral.
Por primera vez se llevó a cabo un traslado por ferrocarril. Tuvo lugar el 5 de julio entre las ciudades de Burdeos, donde había finalizado la 9.ª etapa, y Mont-de-Marsan, donde al día siguiente se iniciaría la 10.ª etapa.
El vencedor absoluto, el italiano Gastone Nencini, cubrió la prueba a una velocidad media de 37,210 km/h.

## Etapas
| Etapa   | Fecha  | Recorrido                        | Distancia (km) | Ganador              | Líder            |
| ------- | ------ | -------------------------------- | -------------- | -------------------- | ---------------- |
| 1.ª (a) | 26 jun | Lille - Bruselas                 | 108            | Julien Schepens      | Julien Schepens  |
| 1.ª (b) | 26 jun | Bruselas- Bruselas               | 28 (CR)        | Roger Rivière        | Gastone Nencini  |
| 2.ª     | 27 jun | Bruselas - Malo-les-Bains        | 208            | René Privat          | Gastone Nencini  |
| 3.ª     | 28 jun | Malo-les-Bains - Dieppe          | 209            | Nino Defilippis      | Joseph Groussard |
| 4.ª     | 29 jun | Dieppe - Caen                    | 211            | Jean Graczyk         | Henri Anglade    |
| 5.ª     | 30 jun | Caen - Saint-Malo                | 189            | André Darrigade      | Henri Anglade    |
| 6.ª     | 1 jul  | Saint-Malo - Lorient             | 191            | Roger Rivière        | Jan Adriaensens  |
| 7.ª     | 2 jul  | Lorient - Angers                 | 244            | Graziano Battistini  | Jan Adriaensens  |
| 8.ª     | 3 jul  | Angers - Limoges                 | 240            | Nino Defilippis      | Jan Adriaensens  |
| 9.ª     | 4 jul  | Limoges - Burdeos                | 225            | Martin Van Geneugden | Jan Adriaensens  |
| 10.ª    | 5 jul  | Mont-de-Marsan - Pau             | 228            | Roger Rivière        | Gastone Nencini  |
| 11.ª    | 6 jul  | Pau - Luchon                     | 161            | Kurt Gimmi           | Gastone Nencini  |
| 12.ª    | 7 jul  | Luchon - Toulouse                | 176            | Jean Graczyk         | Gastone Nencini  |
| 13.ª    | 9 jul  | Toulouse - Millau                | 224            | Louis Proost         | Gastone Nencini  |
| 14.ª    | 10 jul | Millau - Aviñón                  | 217            | Martin Van Geneugden | Gastone Nencini  |
| 15.ª    | 11 jul | Aviñón - Gap                     | 187            | Michel Van Aerde     | Gastone Nencini  |
| 16.ª    | 12 jul | Gap - Briançon                   | 172            | Graziano Battistini  | Gastone Nencini  |
| 17.ª    | 13 jul | Briançon - Aix-les-Bains         | 229            | Jean Graczyk         | Gastone Nencini  |
| 18.ª    | 14 jul | Aix-les-Bains - Thonon-les-Bains | 215            | Fernando Manzaneque  | Gastone Nencini  |
| 19.ª    | 15 jul | Pontarlier - Besanzón            | 83 (CR)        | Rolf Graf            | Gastone Nencini  |
| 20.ª    | 16 jul | Besanzón - Troyes                | 229            | Pierre Beuffeuil     | Gastone Nencini  |
| 21.ª    | 17 jul | Troyes - París                   | 200            | Jean Graczyk         | Gastone Nencini  |

CR = Contrarreloj individual

## Clasificación general
| Clasificación general |                     |             |                   |
| Ciclista              | Ciclista            | Equipo      | Tiempo            |
| --------------------- | ------------------- | ----------- | ----------------- |
| 1.º                   | Gastone Nencini     | Italia      | 112 h 08 min 42 s |
| 2.º                   | Graziano Battistini | Italia      | + 5 min 02 s      |
| 3.º                   | Jan Adriaensens     | Bélgica     | + 10 min 24 s     |
| 4.º                   | Hans Junkermann     | Alemania    | + 11 min 21 s     |
| 5.º                   | Jozef Planckaert    | Bélgica     | + 13 min 02 s     |
| 6.º                   | Raymond Mastrotto   | Francia     | + 16 min 12 s     |
| 7.º                   | Arnaldo Pambianco   | Italia      | + 17 min 58 s     |
| 8.º                   | Henry Anglade       | Francia     | + 19 min 17 s     |
| 9.º                   | Marcel Rohrbach     | Centre-Midi | + 20 min 02 s     |
| 10.º                  | Imerio Massignan    | Italia      | + 23 min 28 s     |